# Réaction oscillante
Une réaction oscillante est un mélange complexe de composés chimiques dont la concentration d'un ou plusieurs composants présente des changements périodiques, jusqu'à épuisement de sa source d'énergie (généralement, un des réactifs). Dans les cas où l'un des réactifs a une couleur visible, la traversée d'un seuil de concentration peut conduire à un brusque changement de couleur.
Des exemples de réactions oscillantes sont la réaction de Belooussov-Jabotinski, la réaction de Briggs-Rauscher, la réaction de Bray-Liebhafsky et la réaction oscillante de l'iode, ou, dans un genre un peu différent, la réaction du cœur battant de mercure. La concentration des produits et des réactifs chimiques d'une réaction oscillante peut être estimée en termes d'amortissement des oscillations.